# Eczacıbaşı Spor Kulübü 2018-2019 (pallavolo femminile)
Questa voce raccoglie le informazioni riguardanti l'Eczacıbaşı Spor Kulübü nelle competizioni ufficiali della stagione 2018-2019.

## Organigramma societario
Area direttiva
- Presidente: Faruk Eczacıbaşı

Area tecnica
- Allenatore: Marco Aurelio Motta
- Allenatore in seconda: Hasan Çelik
- Assistente allenatore: Kaan İncekara
- Scoutman: Halil Demirkan

## Rosa
| N° | Nome              | Ruolo | Data di nascita   | Nazionalità sportiva |
| -- | ----------------- | ----- | ----------------- | -------------------- |
| 1  | Güldeniz Önal     | S     | 25 marzo 1986     | Turchia              |
| 2  | Meliha İsmailoğlu | S     | 17 settembre 1993 | Turchia              |
| 3  | Tijana Bošković   | O     | 8 marzo 1997      | Serbia               |
| 4  | Beyza Arıcı       | C     | 27 luglio 1995    | Turchia              |
| 5  | Simge Aköz        | L     | 23 aprile 1991    | Turchia              |
| 6  | Lauren Gibbemeyer | C     | 8 settembre 1988  | Stati Uniti          |
| 7  | Nataša Krsmanović | C     | 19 giugno 1985    | Serbia               |
| 8  | Gamze Alikaya     | P     | 1º gennaio 1993   | Turchia              |
| 9  | Büşra Cansu       | C     | 16 luglio 1990    | Turchia              |
| 10 | Jordan Larson     | S     | 16 ottobre 1986   | Stati Uniti          |
| 11 | Ezgi Dilik        | P     | 12 giugno 1995    | Turchia              |
| 14 | Gözde Yılmaz      | S/O   | 9 settembre 1991  | Turchia              |
| 15 | Merve Atlıer      | C     | 31 marzo 2000     | Turchia              |
| 17 | Dilara Bağcı      | L     | 2 febbraio 1994   | Turchia              |
| 18 | Kim Yeon-koung    | S     | 26 febbraio 1988  | Corea del Sud        |

## Risultati

### Sultanlar Ligi

#### Girone di andata
| 1ª giornata - 3 novembre 2018 Cengiz Göllü Kapalı Spor Salonu, Bursa | Nilüfer       | 0 - 3 | Eczacıbaşı        | 14-25, 12-25, 12-25               |
| 2ª giornata - 6 novembre 2018 Eczacıbaşı Spor Salonu, Istanbul       | Eczacıbaşı    | 3 - 0 | Halkbank          | 25-12, 25-10, 25-17               |
| 3ª giornata - 9 novembre 2018 Beylikdüzü Spor Salonu, Istanbul       | Beylikdüzü Vİ | 0 - 3 | Eczacıbaşı        | 16-25, 20-25, 12-25               |
| 4ª giornata - 13 novembre 2018 Burhan Felek Spor Salonu, Istanbul    | Eczacıbaşı    | 3 - 0 | Fenerbahçe        | 26-24, 27-25, 26-24               |
| 5ª giornata - 16 novembre 2018 Eczacıbaşı Spor Salonu, Istanbul      | Eczacıbaşı    | 3 - 0 | Türk Hava Yolları | 25-14, 25-21, 25-23               |
| 6ª giornata - 24 novembre 2018 Anafartalar Spor Salonu, Çanakkale    | Çanakkale     | 0 - 3 | Eczacıbaşı        | 24-26, 11-25, 21-25               |
| 7ª giornata - 28 novembre 2018 Eczacıbaşı Spor Salonu, Istanbul      | Eczacıbaşı    | 3 - 0 | Karayolları       | 25-23, 25-17, 25-23               |
| 8ª giornata - 28 dicembre 2018 Burhan Felek Spor Salonu, Istanbul    | Beşiktaş      | 0 - 3 | Eczacıbaşı        | 16-25, 16-25, 17-25               |
| 9ª giornata - 15 dicembre 2018 Burhan Felek Spor Salonu, Istanbul    | Eczacıbaşı    | 3 - 1 | VakıfBank         | 25-21, 25-13, 20-25, 25-20        |
| 10ª giornata - 22 dicembre 2018 Burhan Felek Spor Salonu, Istanbul   | Galatasaray   | 2 - 3 | Eczacıbaşı        | 15-25, 22-25, 25-20, 25-21, 16-18 |
| 11ª giornata - 25 dicembre 2018 Eczacıbaşı Spor Salonu, Istanbul     | Eczacıbaşı    | 3 - 1 | Aydın BB          | 25-6, 25-18, 20-25, 25-11         |

#### Girone di ritorno
| 12ª giornata - 13 gennaio 2019 Eczacıbaşı Spor Salonu, Istanbul   | Eczacıbaşı        | 3 - 1 | Nilüfer       | 22-25, 25-18, 25-15, 25-23 |
| 13ª giornata - 16 gennaio 2019 Başkent Voleybol Salonu, Ankara    | Halkbank          | 0 - 3 | Eczacıbaşı    | 14-25, 15-25, 15-25        |
| 14ª giornata - 19 gennaio 2019 Eczacıbaşı Spor Salonu, Istanbul   | Eczacıbaşı        | 3 - 1 | Beylikdüzü Vİ | 24-26, 25-13, 25-17, 25-20 |
| 15ª giornata - 27 gennaio 2019 Burhan Felek Spor Salonu, Istanbul | Fenerbahçe        | 0 - 3 | Eczacıbaşı    | 22-25, 29-31, 23-25        |
| 16ª giornata - 30 gennaio 2019 Burhan Felek Spor Salonu, Istanbul | Türk Hava Yolları | 0 - 3 | Eczacıbaşı    | 10-25, 15-25, 19-25        |
| 17ª giornata - 2 febbraio 2019 Eczacıbaşı Spor Salonu, Istanbul   | Eczacıbaşı        | 3 - 0 | Çanakkale     | 25-22, 25-21, 25-16        |
| 18ª giornata - 10 febbraio 2019 Başkent Voleybol Salonu, Ankara   | Karayolları       | 0 - 3 | Eczacıbaşı    | 16-25, 14-25, 22-25        |
| 19ª giornata - 17 febbraio 2019 Eczacıbaşı Spor Salonu, Istanbul  | Eczacıbaşı        | 3 - 0 | Beşiktaş      | 25-19, 25-16, 25-19        |
| 20ª giornata - 23 febbraio 2019 VakıfBank Spor Sarayı, Istanbul   | VakıfBank         | 3 - 0 | Eczacıbaşı    | 25-21, 25-13, 25-19        |
| 21ª giornata - 3 marzo 2019 Burhan Felek Spor Salonu, Istanbul    | Eczacıbaşı        | 3 - 1 | Galatasaray   | 25-20, 25-20, 22-25, 25-11 |
| 22ª giornata - 9 marzo 2019 Mimar Sinan Kapalı Spor Salonu, Aydın | Aydın BB          | 0 - 3 | Eczacıbaşı    | 16-25, 16-25, 13-25        |

#### Play-off scudetto
| Quarti di finale (gara 1) - 28 marzo 2019 Beylikdüzü Spor Salonu, Istanbul   | Beylikdüzü Vİ | 0 - 3 | Eczacıbaşı    | 24-26, 15-25, 14-25               |
| Quarti di finale (gara 2) - 30 marzo 2019 Burhan Felek Spor Salonu, Istanbul | Eczacıbaşı    | 3 - 1 | Beylikdüzü Vİ | 25-15, 21-25, 25-18, 25-23        |
| Semifinali (gara 1) - 10 aprile 2019 Burhan Felek Spor Salonu, Istanbul      | Galatasaray   | 0 - 3 | Eczacıbaşı    | 17-25, 18-25, 18-25               |
| Semifinali (gara 2) - 13 aprile 2019 Burhan Felek Spor Salonu, Istanbul      | Eczacıbaşı    | 3 - 1 | Galatasaray   | 25-19, 22-25, 25-17, 25-19        |
| Finale (gara 1) - 24 aprile 2019 VakıfBank Spor Sarayı, Istanbul             | VakıfBank     | 2 - 3 | Eczacıbaşı    | 25-23, 17-25, 19-25, 25-18, 12-15 |
| Finale (gara 2) - 26 aprile 2019 VakıfBank Spor Sarayı, Istanbul             | VakıfBank     | 3 - 1 | Eczacıbaşı    | 16-25, 25-9, 25-18, 25-17         |
| Finale (gara 3) - 29 aprile 2019 Burhan Felek Spor Salonu, Istanbul          | Eczacıbaşı    | 1 - 3 | VakıfBank     | 17-25, 25-23, 20-25, 18-25        |
| Finale (gara 4) - 2 maggio 2019 Burhan Felek Spor Salonu, Istanbul           | Eczacıbaşı    | 3 - 2 | VakıfBank     | 25-16, 18-25, 25-23, 21-25, 15-13 |
| Finale (gara 5) - 5 maggio 2019 Burhan Felek Spor Salonu, Istanbul           | Eczacıbaşı    | 0 - 3 | VakıfBank     | 17-25, 18-25, 21-25               |

### Coppa di Turchia

#### Fase a eliminazione diretta
| Quarti di finale - 22 marzo 2019 İzmir Atatürk Spor Salonu, Smirne | Eczacıbaşı | 3 - 0 | Nilüfer     | 25-20, 25-13, 25-23              |
| Semifinali - 23 marzo 2019 İzmir Atatürk Spor Salonu, Smirne       | Eczacıbaşı | 3 - 2 | Galatasaray | 25-11, 22-25, 19-25, 25-16, 15-8 |
| Finale - 24 marzo 2019 İzmir Atatürk Spor Salonu, Smirne           | Eczacıbaşı | 3 - 1 | Fenerbahçe  | 23-25, 25-17, 25-22, 25-20       |

### Supercoppa turca

#### Fase a eliminazione diretta
| Finale - 31 ottobre 2018 Başkent Voleybol Salonu, Ankara | VakıfBank | 1 - 3 | Eczacıbaşı | 25-20, 22-25, 17-25, 19-25 |

### Champions League

#### Fase a gironi
| 1ª giornata - 21 novembre 2018 Burhan Felek Spor Salonu, Istanbul     | Eczacıbaşı   | 3 - 0 | Uraločka     | 25-16, 25-17, 25-21              |
| 2ª giornata - 19 dicembre 2018 Elenia Areena, Hämeenlinna             | Hämeenlinnan | 0 - 3 | Eczacıbaşı   | 11-25, 20-25, 16-25              |
| 3ª giornata - 22 gennaio 2019 Centr volejbola Sankt-Peterburg, Kazan' | Dinamo-Kazan | 1 - 3 | Eczacıbaşı   | 16-25, 16-25, 25-22, 22-25       |
| 4ª giornata - 5 febbraio 2019 Burhan Felek Spor Salonu, Istanbul      | Eczacıbaşı   | 3 - 0 | Hämeenlinnan | 25-17, 25-7, 25-20               |
| 5ª giornata - 20 febbraio 2019 DIVS Uralochka, Ekaterinburg           | Uraločka     | 2 - 3 | Eczacıbaşı   | 20-25, 22-25, 25-19, 25-22, 8-15 |
| 6ª giornata - 26 febbraio 2019 Burhan Felek Spor Salonu, Istanbul     | Eczacıbaşı   | 3 - 0 | Dinamo-Kazan | 25-21, 25-18, 25-17              |

#### Fase a eliminazione diretta
| Quarti di finale (andata) - 13 marzo 2019 PalaVerde, Villorba                 | Imoco      | 0 - 3 | Eczacıbaşı | 21-25, 25-27, 22-25                          |
| Quarti di finale (ritorno) - 19 marzo 2019 Burhan Felek Spor Salonu, Istanbul | Eczacıbaşı | 1 - 3 | Imoco      | 21-25, 23-25, 25-21, 21-25 Golden set: 10-15 |

### Campionato mondiale per club

#### Fase a gironi
| 1ª giornata - 4 dicembre 2018 Shaoxing Olympic Sports Center, Shaoxing | Eczacıbaşı       | 3 - 0 | Altay      | 25-10, 25-11, 25-15        |
| 2ª giornata - 5 dicembre 2018 Shaoxing Olympic Sports Center, Shaoxing | Supreme Chonburi | 0 - 3 | Eczacıbaşı | 15-25, 11-25, 17-25        |
| 3ª giornata - 7 dicembre 2018 Shaoxing Olympic Sports Center, Shaoxing | Praia Clube      | 1 - 3 | Eczacıbaşı | 27-25, 21-25, 11-25, 21-25 |

#### Fase a eliminazione diretta
| Semifinali - 8 dicembre 2018 Shaoxing Olympic Sports Center, Shaoxing      | Eczacıbaşı | 2 - 3 | Minas       | 25-22, 24-26, 13-25, 25-23, 12-15 |
| Finale 3º posto - 9 dicembre 2018 Shaoxing Olympic Sports Center, Shaoxing | Eczacıbaşı | 3 - 0 | Praia Clube | 25-16, 25-18, 25-19               |

## Statistiche

### Statistiche di squadra
| Competizione                 | Punti | In casa | In casa | In casa | In trasferta | In trasferta | In trasferta | Totale | Totale | Totale |
| Competizione                 | Punti | G       | V       | P       | G            | V            | P            | G      | V      | P      |
| ---------------------------- | ----- | ------- | ------- | ------- | ------------ | ------------ | ------------ | ------ | ------ | ------ |
| Sultanlar Ligi               | 64,3  | 16      | 14      | 2       | 15           | 13           | 2            | 31     | 27     | 4      |
| Coppa di Turchia             | -     | 0       | 0       | 0       | 0            | 0            | 0            | 3      | 3      | 0      |
| Supercoppa turca             | -     | -       | -       | -       | -            | -            | -            | 1      | 1      | 0      |
| Champions League             | 17    | 4       | 3       | 1       | 4            | 4            | 0            | 8      | 7      | 1      |
| Campionato mondiale per club | 9     | -       | -       | -       | -            | -            | -            | 5      | 4      | 1      |
| Totale                       | -     | 20      | 17      | 3       | 19           | 17           | 2            | 48     | 42     | 6      |

G = partite giocate; V = partite vinte; P = partite perse

### Statistiche dei giocatori
| Giocatore     | Campionato | Campionato | Campionato | Campionato | Campionato | Coppa di Turchia | Coppa di Turchia | Coppa di Turchia | Coppa di Turchia | Coppa di Turchia | Supercoppa turca | Supercoppa turca | Supercoppa turca | Supercoppa turca | Supercoppa turca | Champions League | Champions League | Champions League | Champions League | Champions League | Campionato mondiale | Campionato mondiale | Campionato mondiale | Campionato mondiale | Campionato mondiale | Totale | Totale | Totale | Totale | Totale |
| Giocatore     | P          | PT         | AV         | MV         | BV         | P                | PT               | AV               | MV               | BV               | P                | PT               | AV               | MV               | BV               | P                | PT               | AV               | MV               | BV               | P                   | PT                  | AV                  | MV                  | BV                  | P      | PT     | AV     | MV     | BV     |
| ------------- | ---------- | ---------- | ---------- | ---------- | ---------- | ---------------- | ---------------- | ---------------- | ---------------- | ---------------- | ---------------- | ---------------- | ---------------- | ---------------- | ---------------- | ---------------- | ---------------- | ---------------- | ---------------- | ---------------- | ------------------- | ------------------- | ------------------- | ------------------- | ------------------- | ------ | ------ | ------ | ------ | ------ |
| S. Aköz       | 28         | 1          | 1          | 0          | 0          | 3                | 0                | 0                | 0                | 0                | 1                | 0                | 0                | 0                | 0                | 8                | 0                | 0                | 0                | 0                | 5                   | 0                   | 0                   | 0                   | 0                   | 45     | 1      | 1      | 0      | 0      |
| G. Alikaya    | 23         | 41         | 11         | 16         | 14         | 2                | 1                | 0                | 1                | 0                | 1                | 3                | 2                | 1                | 0                | 7                | 10               | 1                | 5                | 4                | 5                   | 19                  | 3                   | 9                   | 7                   | 38     | 74     | 17     | 32     | 25     |
| B. Arıcı      | 15         | 77         | 36         | 28         | 13         | 0                | 0                | 0                | 0                | 0                | 1                | 7                | 2                | 5                | 0                | 1                | 6                | 3                | 3                | 0                | 4                   | 22                  | 14                  | 6                   | 2                   | 21     | 112    | 55     | 42     | 15     |
| M. Atlıer     | 12         | 30         | 16         | 13         | 1          | 2                | 5                | 2                | 3                | 0                | 0                | 0                | 0                | 0                | 0                | 2                | 4                | 3                | 1                | 0                | 0                   | 0                   | 0                   | 0                   | 0                   | 16     | 39     | 21     | 17     | 1      |
| D. Bağcı      | 7          | 0          | 0          | 0          | 0          | 1                | 0                | 0                | 0                | 0                | 0                | 0                | 0                | 0                | 0                | 1                | 0                | 0                | 0                | 0                | 0                   | 0                   | 0                   | 0                   | 0                   | 9      | 0      | 0      | 0      | 0      |
| T. Bošković   | 29         | 515        | 455        | 44         | 16         | 3                | 62               | 54               | 5                | 3                | 1                | 24               | 23               | 1                | 0                | 7                | 142              | 116              | 19               | 7                | 4                   | 81                  | 69                  | 7                   | 5                   | 44     | 824    | 717    | 76     | 31     |
| B. Cansu      | 29         | 147        | 82         | 50         | 15         | 3                | 21               | 12               | 6                | 3                | 1                | 1                | 0                | 1                | 0                | 7                | 25               | 15               | 10               | 0                | 4                   | 22                  | 14                  | 4                   | 4                   | 44     | 216    | 123    | 71     | 22     |
| E. Dilik      | 27         | 29         | 16         | 6          | 7          | 3                | 8                | 6                | 1                | 1                | 0                | 0                | 0                | 0                | 0                | 7                | 16               | 6                | 0                | 10               | 4                   | 2                   | 1                   | 1                   | 0                   | 41     | 55     | 29     | 8      | 18     |
| L. Gibbemeyer | 28         | 150        | 105        | 33         | 12         | 3                | 24               | 16               | 5                | 3                | 1                | 1                | 0                | 1                | 0                | 7                | 62               | 44               | 7                | 11               | 5                   | 31                  | 22                  | 7                   | 2                   | 44     | 268    | 187    | 53     | 28     |
| M. İsmailoğlu | 26         | 149        | 108        | 19         | 22         | 3                | 28               | 21               | 4                | 3                | 1                | 1                | 0                | 0                | 1                | 4                | 6                | 5                | 0                | 1                | 4                   | 11                  | 8                   | 0                   | 3                   | 38     | 195    | 142    | 23     | 30     |
| Kim Y.k.      | 26         | 305        | 266        | 24         | 15         | 3                | 26               | 21               | 1                | 4                | 1                | 10               | 9                | 1                | 0                | 8                | 119              | 97               | 10               | 12               | 5                   | 66                  | 56                  | 7                   | 3                   | 43     | 526    | 449    | 43     | 34     |
| N. Krsmanović | -          | -          | -          | -          | -          | -                | -                | -                | -                | -                | -                | -                | -                | -                | -                | 3                | 2                | 2                | 0                | 0                | -                   | -                   | -                   | -                   | -                   | 3      | 2      | 2      | 0      | 0      |
| J. Larson     | 22         | 278        | 237        | 13         | 28         | 2                | 32               | 26               | 1                | 5                | 1                | 18               | 15               | 2                | 1                | 7                | 81               | 64               | 5                | 12               | 5                   | 77                  | 61                  | 10                  | 6                   | 37     | 486    | 403    | 31     | 52     |
| G. Önal       | 14         | 50         | 37         | 3          | 10         | 3                | 4                | 3                | 1                | 0                | 0                | 0                | 0                | 0                | 0                | 3                | 19               | 17               | 1                | 1                | 1                   | 1                   | 1                   | 0                   | 0                   | 21     | 74     | 58     | 5      | 11     |
| G. Yılmaz     | 20         | 105        | 95         | 5          | 5          | 2                | 4                | 4                | 0                | 0                | 0                | 0                | 0                | 0                | 0                | 5                | 17               | 15               | 1                | 1                | 5                   | 20                  | 16                  | 2                   | 2                   | 32     | 146    | 130    | 8      | 8      |

P = presenze; PT = punti totali; AV = attacchi vincenti; MV = muri vincenti; BV = battute vincenti